# Teun Beijnen
Anthonie Christiaan (Teun of Toon) Beijnen (Ophemert, 13 juni 1899 – Beusichem, 13 juli 1949) was een Nederlands roeier, die tweemaal heeft deelgenomen aan de Olympische Spelen, en verzetsstrijder tijdens de Tweede Wereldoorlog.

## Carrière
Beijnen was lid van de patriciaatsfamilie Beijnen. Hij studeerde elektrotechniek en later machinebouw aan de TH Delft, maar maakte zijn studie niet af. Door zijn lidmaatschap van het studentencorps Phoenix kwam hij in contact met DSRV Laga, waar hij opvallende successen boekte. In 1924 nam hij samen met zijn Laga-ploeggenoot  Willy Rösingh deel aan de Olympische Zomerspelen van Parijs in de twee zonder stuurman. Ze wonnen daar de gouden medaille.
In 1928 was hij tijdens de Olympische Spelen van Amsterdam deelnemer in de heren-acht. De roeiwedstrijden vonden plaats op de Ringvaart bij Sloten, omdat de Amstel was afgekeurd door de Internationale Roeibond FISA. De wedstrijdbaan van 2000 m was vrij smal en daarom was het olympische programma verlengd. Totaal was er 3000 m rechte baan beschikbaar, zodat er ook extra oefenwater was. Via een speciaal systeem met repèchages waren ploegen niet direct uitgeschakeld, maar konden zij zich door middel van een herkansing alsnog kwalificeren voor de halve finale.
Met Rösingh werd hij ook Europees kampioen in de twee met stuurman in 1924 en op hetzelfde toernooi behaalden ze ook nog zilver in de twee zonder. Op het EK van 1926 werd Beijnen wederom kampioen, nu in de acht. Beijnen werd daarnaast twaalfmaal Nederlands kampioen. De  boot waarin Beijnen en Rösingh Olympisch goud behaalden, is opgenomen in het Olympisch museum in Lausanne.

## Privéleven
Na zijn sportcarrière werd Beijnen fruitteler in het familiebedrijf in Beusichem. Ook had hij verscheidene ondernemingen, zoals jeneverstokerij Beijnania in Den Haag en een houtzagerij in Martignat. Hij nam tweemaal deel aan de Rally van Monte Carlo. In 1932 trouwde hij met de Sloveense zangeres Erna Hrowath. 
In de Tweede Wereldoorlog was hij betrokken bij het lokale verzet in Beusichem. Hij werd plaatselijk commandant van de Binnenlandse Strijdkrachten en terwijl in zijn huis een staf van het hoofdkwartier van de Wehrmacht ingekwartierd was, werd dit een doorgangsplaats in de vluchtroute voor gestrande geallieerde piloten naar bevrijd gebied. Doordat hij een gesprek kon afluisteren tussen de ingekwartierde Duitsers en generaal Johannes Blaskowitz, kon hij cruciale informatie aan de geallieerden doorgeven. Dit speelde mogelijk een rol aan de vooravond van de capitulatie.

## Palmares

### roeien (twee zonder stuurman)
- 1924:  OS in Parijs
- 1924:  EK in Zürich

### roeien (twee met stuurman)
- 1924:  EK in Zürich

### roeien (vier met stuurman)
- 1923:  EK in Como

### roeien (acht met stuurman)
- 1925:  EK in Praag
- 1926:  EK in Luzern
- 1928: tweede ronde OS - 6.59,0